# 伊藤華英
伊藤 華英（いとう はなえ、1985年1月18日 - ）は、日本の元水泳選手。さいたま市教育委員。かつてのマネージメント会社は芸能事務所のサムデイ。

## 経歴
埼玉県大宮市（現さいたま市）出身で、幼少期より実家近傍の岩槻市（現さいたま市岩槻区）にあるセントラルスポーツのスイミングスクールで練習した。
1997年に東京成徳大学中学校、2000年に東京成徳大学高等学校へそれぞれ入学する。高校1年の秋に、練習拠点を千葉県市川市のセントラルスポーツ研究所に移し、寮生活を始めた。以後、高校総体と国体で東京都代表として出場し、寺川綾と並ぶ日本女子水泳界のアイドル的存在になる。寺川は伊藤のことをハナと呼んでいる。
2003年に日本大学へ進学し、2004年4月のアテネオリンピック代表選考レースは3位でオリンピック出場を逃した。学生時代に寺川は大学選手として大会に出場したが、伊藤は大学大会以外では「セントラルスポーツ関係者」として出場した。
2007年日大卒業後はクラブ研究所所属の正社員として、選手育成のためのプログラム開発などに携わりながら北京五輪を目指した。
2008年4月17日の日本選手権女子100m背泳ぎを日本新記録で優勝する。規定により自身初の五輪代表の座を獲得した。予選と準決勝ではハイレグカットではなくロングスパッツ式の水着を着用し、出場したが中村礼子の記録を上回らず、決勝は従来のハイレグカットを着用して優勝し、五輪代表選出となり、前日の予選で中村が出した日本記録の59秒96も更新した。
5月17日の日本大学と中央大学の対抗大会はレーザー・レーサーを着用し、100m背泳ぎで1分0秒59を記録した。欧州遠征ではレーザーレーサーを着用し、200m背泳ぎで自己ベストの2分08秒80を記録した。
北京オリンピックは100mで1分00秒18の8位、200mで2分09秒86の12位となった。
大学卒業後は、研究所の拠点が千葉に移転し、選手登録先も東京都から千葉県に変更した。寺川は大阪府から東京都に登録先を変えた。
北京オリンピック後は記録が振るわず2010年の日本選手権は自由形一本に絞り、同種目でパンパシフィック選手権代表の座を獲得する。広州アジア大会と翌年の世界選手権は結果が振るわず、寺川とアベック出場した2012年のロンドンオリンピックは200m自由形で決勝出場を逃し、同年のぎふ清流国体を最後に現役を引退した。
2013年度日本オリンピック委員会「オリンピックふれあいアンバサダー」になる。
2014年3月に早稲田大学スポーツ科学学術院スポーツ科学研究科スポーツマネジメント専攻を修了する。
同年4月に順天堂大学大学院スポーツ健康科学研究科精神保健学専攻博士後期課程へ進学。現在は日本大学の非常勤講師を務める。
2019年1月20日に京都で結婚式を挙げた。品川区在住で、『しながわ2020スポーツ大使』を務める。
2023年7月1日付でさいたま市教育委員に就任した。12月18日にHEROs AWARD 2023 アーティスト部門を受賞した。

## 水着問題への対応
高校時代は学校の部活動ではアシックスの水着でレースに臨むこともあったが、大学進学後、寺川とともに当時ミズノがライセンシーとなっていたSPEEDOのイメージガールを務めていた。
その関係もありミズノが自社ブランドに切り替えてからはミズノの水着を着用していたが、北京オリンピック代表権を獲得して以降、同僚・森田智己の影響もあり、SPEEDO社の最新式水着「レーザー・レーサー」のロングスパッツ式をテスト。日本水泳連盟が自由化方針を示したことから五輪本番では「レーザー・レーサー」を着用した。

## 戦績

### 国内大会
- 2003年 日本選手権水泳競技大会
200m背泳ぎ 優勝
- 2005年 日本選手権水泳競技大会
100m背泳ぎ 優勝
- 2006年 日本選手権水泳競技大会
100m背泳ぎ 優勝、200m背泳ぎ 優勝
- 2008年 日本選手権水泳競技大会
100m背泳ぎ 優勝（タイム：59秒83）

### 国際大会
- 2005年 世界水泳選手権モントリオール大会
100m背泳ぎ 6位、200m背泳ぎ 4位
- 2006年 パンパシフィック水泳選手権
100m背泳ぎ 優勝（タイム：1分0秒36）
- 2008年 北京オリンピック
100m背泳ぎ 8位、200m背泳ぎ 準決勝敗退
- 2009年 世界水泳選手権ローマ大会
200m自由形 棄権
- 2012年 ロンドンオリンピック
400mフリーリレー7位、800mフリーリレー8位